# Притча о Гассане
«Притча о Гассане» — советский короткометражный мультфильм, выпущенный в 1987 году киностудией Беларусьфильм по мотивам сказки Власа Дорошевича «Человеческая память».

## Сюжет
Когда-то в городе Дамаске султан устроил пир в честь своего наследника — Гассана. Во время пира проходили состязания, где Гассан стал победителем. Но неожиданно, совершенно случайно, с него упали шаровары. Это вызвало смех всех гостей. Гассан немедленно седлал коня и умчался прочь от Дамаска. В незнакомом краю он стал воином, затем удалился в пустыню, где размышлял о жизни. Через 50 лет Гассан решил вернуться в Дамаск…

## Съёмочная группа
| Режиссёр-постановщик                   | Ирина Кодюкова                     |
| Автор сценария                         | Федор Конев                        |
| Оператор-постановщик                   | Михаил Комов                       |
| Художник-постановщик                   | А. Матюшевская                     |
| Звукооператор и музыкальное оформление | Сергей Чупров                      |
| Мультипликатор                         | Ирина Кодюкова                     |
| Художник                               | Александр Ленкин Александр Щепетов |
| Ассистент режиссёра                    | Г. Поночевная                      |
| Монтажёр                               | С. Аксёнова                        |
| Редактор                               | Л. Рогальская                      |
| Директор                               | Ольга Оноприенко                   |